# Corynoptera cowanorum
Corynoptera cowanorum är en tvåvingeart som beskrevs av Werner Mohrig 1999. Corynoptera cowanorum ingår i släktet Corynoptera och familjen sorgmyggor. Inga underarter finns listade i Catalogue of Life.